# Marlon Ayoví
Marlon Riter Ayoví Mosquera (Guayaquil, 27 de setembro de 1971) é um futebolista equatoriano. Joga como meia defensivo, e sua atual agremiação é o Barcelona, principal equipe de sua cidade natal.

## Carreira
Sem parentesco com Walter Ayoví, Marlon começou sua carreira no Filanbanco, uma equipe nanica do seu país. Conheceu o treinador montenegrino Dušan Drašković, que o convocou para a Seleção Sub-20. Ficou no Filanbanco até 1991, quando foi contratado pelo também pequeno Filancard. Mesmo atuando em duas equipes de minúsculo porte do Equador, chamou a atenção de uma das principais equipes do país, o Deportivo Quito, por indicação do próprio Drašković, em 1993. Foram 451 partidas e 45 gols marcados - número alto para um meia defensivo - em doze anos defendendo os Chullas.
Ayoví teve uma curta e tímida passagem pela Universidad Católica (ECU), quando retornou ao Deportivo Quito, mas desta vez ficou por uma temporada.
Atualmente, defende as cores do Barcelona, a terceira maior equipe equatoriana, mesmo tendo poucas chances de atuar.

## Carreira na seleção
Ayoví disputou três edições da Copa América, duas Copas do Mundo (2002, como titular, e 2006, como reserva) e a Copa Ouro da CONCACAF 2002. Sua primeira partida por La Tri foi em 1998, contra o Brasil. Saiu da seleção em 2006.